# Tanggalrejo
Tanggalrejo is een bestuurslaag in het regentschap Jombang van de provincie Oost-Java, Indonesië. Tanggalrejo telt 6586 inwoners (volkstelling 2010).